# Hypoptopoma baileyi
Hypoptopoma baileyi är en fiskart som beskrevs av Aquino och Schaefer 2010. Hypoptopoma baileyi ingår i släktet Hypoptopoma och familjen Loricariidae. Inga underarter finns listade i Catalogue of Life.